# Kacapiring
Kacapiring is een bestuurslaag in het regentschap Kota Bandung van de provincie West-Java, Indonesië. Kacapiring telt 8705 inwoners (volkstelling 2010).